# YouTube Shorts
YouTube Shorts é um recurso de vídeos curtos [en] do site de compartilhamento de vídeos YouTube, que hospeda conteúdo semelhante ao serviço principal do YouTube, mas com foco em vídeos verticais com duração máxima de 180 segundos. Vídeos com formato quadrado [en] também são aceitos. É inspirada nos vídeos do TikTok e do Reels do Instagram. Desde que o YouTube Shorts foi lançado em 13 de julho de 2021, os vídeos curtos da plataforma acumularam mais de cinco trilhões de visualizações até janeiro de 2022, contando também com os vídeos antigos que se enquadram no formato do Shorts.

## História
A origem do YouTube Shorts remonta a 2019, quando o YouTube iniciou testes para exibir vídeos verticais de até trinta segundos em uma seção dedicada na página inicial, como uma resposta à concorrência do TikTok. Esse teste inicial foi disponibilizado apenas para um pequeno grupo de pessoas. Após o banimento do TikTok na Índia em setembro de 2020, o teste do YouTube Shorts foi expandido para o país. Em março de 2021, o teste foi estendido para os Estados Unidos. O YouTube Shorts foi oficialmente lançado em 13 de julho de 2021.
Em janeiro de 2022, uma pesquisa revelou que golpistas estavam obtendo milhões de visualizações ao furtar vídeos populares do TikTok e postá-los no YouTube Shorts. Eles fixavam comentários em seus vídeos reenviados contendo vínculos comerciais, que lhes rendiam dinheiro com base em custo por ação [en] ou custo por lead [en].
Em agosto de 2022, o YouTube anunciou planos de disponibilizar o recurso Shorts em seu aplicativo para TV híbrida.
Em dezembro de 2022, o YouTube publicou seu post anual no blog destacando os principais vídeos e criadores do ano, com os Shorts recebendo sua própria seção do post pela primeira vez.
Inicialmente, a duração máxima para um vídeo ser considerado Short, era de até 60 segundos, mas em 15 de outubro de 2024, o YouTube aumentou o limite para 3 minutos. A plataforma anunciou a novidade no dia 3 do mesmo mês da mudança, justificando que o limite de 60 segundos era muito curto, atendendo pedidos dos criadores de conteúdo, o que acabava sendo comum de encontrar vídeos nesse formato acelerados no YouTube Shorts.
No mesmo dia do anúncio, o YouTube lançou uma atualização para permitir a remixagem de vídeos de modelos prontos para criar Shorts, facilitando a participação dos usuários em trends. Outra novidade anunciada, foi a tela de tendências, permitindo que os usuários descubram os Shorts que estiverem em alta nos seus países. A plataforma também anunciou a opção "Mostrar menos Shorts", que restringe temporariamente o surgimento de vídeos nesse formato na tela inicial, fazendo-os aparecer com menos frequência.

## Recursos
O YouTube Shorts oferece recursos de edição e a capacidade de interagir com os espectadores respondendo aos comentários com vídeos adicionais, este último sendo um recurso principalmente popularizado pelo TikTok. Embora destinado a ser assistido em smartphones, o YouTube Shorts pode ser visto em todos os outros dispositivos. Outro recurso importante é a ausência das funções de avançar e retroceder. Esta função obsoleta anteriormente permitia aos usuários pular para uma seção específica do vídeo. O modo tela cheia também está ausente.

## Monetização
Em agosto de 2021, o YouTube lançou o fundo do YouTube Shorts, um sistema no qual os principais criadores do Shorts poderiam ser remunerados por seu trabalho. O YouTube descreveu isso como uma forma de "monetizar e recompensar os criadores por seu conteúdo" e disse que seria um fundo de US$ 100 milhões distribuído ao longo de 2021 e 2022, semelhante ao fundo de criadores do TikTok de US$ 1 bilhão.